# 御前澤冰河
御前澤冰河（日语：御前沢氷河）是日本的冰河，位在富山縣立山主峰雄山的東側斜面，全長約700公尺、面積約0.1平方公里。日本少數現存的冰河，也是黑部川的水源之一。2012年，認定為冰河。

## 脚注
1. ↑  . 毎日新聞. 2012-04-04  [2012-04-04].
2. ↑  国内7カ所目の氷河確認 北アルプス、唐松沢雪渓 （页面存档备份，存于） 産経新聞 2019年10月4日
3. ↑  .   [2023-05-20]. （原始内容存档于2023-05-20）.